# Квито (муниципалитет)
Квито (порт. Kuito) — муниципалитет в Анголе, входящий в провинцию Бие. Площадь 4814 км2, население на 2006 год — 477 042 человек. Плотность населения — 99,1 человек на 1 км2. Крупнейший город — Квито с населением 185 302 человек.